# Diocesi di Crisopoli di Macedonia
La diocesi di Crisopoli di Macedonia (in latino: Dioecesis Chrysopolitana in Macedonia) è una sede soppressa e sede titolare della Chiesa cattolica.

## Storia
Crisopoli di Macedonia, corrispondente alla città di Chrysoupoli in Grecia, è un'antica sede vescovile della provincia romana della Macedonia Seconda nella diocesi civile omonima, suffraganea dell'arcidiocesi di Filippi.
La città di Amfipoli fu abbandonata nell'VIII secolo ed i suoi abitanti si rifugiarono nel vicino porto di Eion, ribattezzato Crisopoli. Da Amfipoli fu trasferita anche la sede episcopale: è con il titolo di vescovo di Crisopoli che si firmò Giovanni nel concilio di Costantinopoli dell'869. La sede appare tra le suffraganee di Filippi nella Notitia Episcopatuum attribuita all'imperatore Leone VI (inizio X secolo).
Dal 1933 Crisopoli di Macedonia è annoverata tra le sedi vescovili titolari della Chiesa cattolica; la sede è vacante dal 27 dicembre 1987.

## Cronotassi

### Vescovi greci
- Giovanni † (menzionato nell'869)

### Vescovi titolari
La cronotassi di Crisopoli di Arabia potrebbe comprendere anche alcuni vescovi di questa sede, in quanto nelle fonti citate le due cronotassi non sono distinte.
- Louis-Marie-Joseph de Courrèges d'Ustou † (16 novembre 1935 - 8 settembre 1947 nominato vescovo di Montauban)
- Florencio Sanz Esparza, C.M. † (4 marzo 1948 - 27 dicembre 1987 deceduto)